# جورج آدم فايفر
جورج آدم فايفر (بالإنجليزية: George Adam Pfeiffer)‏ هو رياضياتي أمريكي، ولد في 16 يوليو 1889 في نيويورك في الولايات المتحدة، وتوفي في 28 ديسمبر 1943.